# Euhesma goodeniae
Euhesma goodeniae är en biart som först beskrevs av Cockerell 1926.  Euhesma goodeniae ingår i släktet Euhesma och familjen korttungebin. Inga underarter finns listade i Catalogue of Life.

## Bildgalleri

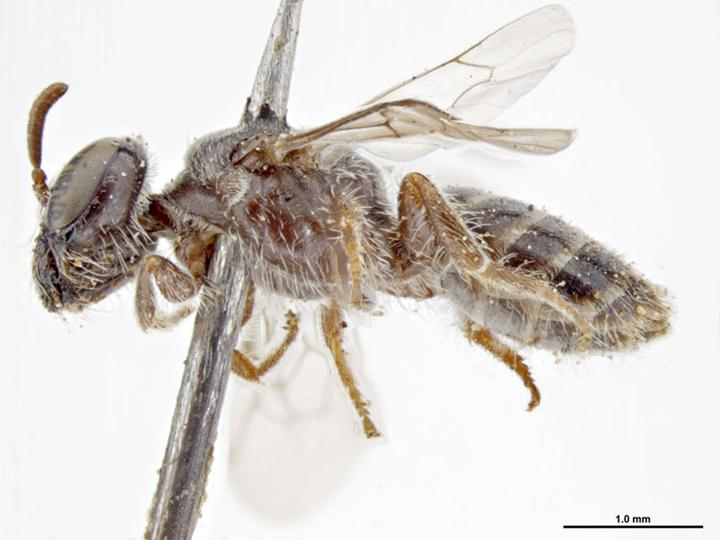